# 文楼镇
文楼镇，是中华人民共和国广东省茂名市化州市下辖的一个乡镇级行政单位。

## 行政区划
文楼镇下辖以下地区：
文楼社区、那训村、文楼村、新村、宝山村、平福村、河龙村、岭嘴村、垌生村、塘表村、新德村、甲隆村、大柘村、那楼村、樟平村、那播村和双坡村。